# Toano (Nevada)
Toano é uma cidade fantasma do condado de Elko, estado de Nevada, Estados Unidos.

## História
A Central Pacific Railroad criou  Toano in 1868 e servia como paragem de linha férrea. Em 1870 Toano tinha uma população de 117 habitantes e tinha dois hotéis, vários saloons, restaurantes, uma ferraria e lojas. Entre 1873-1874, a vila foi flagelada por dois incêndios que destruíram vários edifícios como um dos hotéis. O princípio do fim da vila ocorreu em 1884, quando terminou a  Oregon Short Line Railroad: todo o tráfego de Idaho foi eliminado e a vila perdeu a sua importância. Morreu em 1906 e tornou-se em cidade fantasma e foi totalmente abandonada. Na atualidade não existem quaisquer edifícios no local.